# 阿武野勝彦
阿武野 勝彦（あぶの かつひこ、1959年1月 - ）は、日本のテレビプロデューサー、元東海テレビアナウンサー。日本ペンクラブ会員。
これまでに制作したドキュメンタリー番組は25本。社会派ドキュメンタリー番組を数多く企画・制作。

## 経歴
- 静岡県伊東市の日蓮宗の寺に生まれる。男3人兄弟の3男。中学1年で得度、僧籍を持つ。
- 伊東市立西小学校、伊東市立北中学校、静岡県立伊東高等学校卒業。
- 1981年3月 同志社大学文学部社会学科新聞学専攻卒業
- 1981年4月 東海テレビ放送入社（報道局アナウンサー）。
- ドキュメンタリー制作
- 1992年 - 1994年 岐阜県駐在記者
- 1998年 営業局
- 2000年 業務部長
- 2002年 報道局報道部長
- 2005年 報道局専門局次長
- 2009年 報道スポーツ局専門局長
- 報道局役員待遇専門局長
- 2024年1月31日付で東海テレビ放送を退職。今後はフリーの映像作家として活動する[2]。

## 作品
- ガウディへの旅（1990年日本民間放送連盟賞）
- はたらいてはたらいて～小児科診療所と老人たち～（1992年文化庁芸術作品賞ほか）
- 村と戦争（1995年 ギャラクシー優秀賞・放送文化基金賞優秀賞ほか）[注釈 1]
- とうちゃんはエジソン（2003年ギャラクシー大賞ほか)
- 黒いダイヤ（2005年日本民間放送連盟賞）
- 約束～日本一のダムが奪うもの～（プロデューサー・ディレクター 2007年地方の時代映像祭グランプリほか）
- 裁判長のお弁当（2008年ギャラクシー大賞ほか）
- 光と影～光市母子殺害事件 弁護団の300日～（2008年日本民間放送連盟賞最優秀賞ほか）
- 黒と白～自白・名張毒ぶどう酒事件の闇～（2008年地方の時代映像祭優秀賞ほか）
- さよならテレビ（2018年）
- テレビで会えない芸人（2020年、鹿児島テレビ放送）

### 映画
- 平成ジレンマ（プロデュース 2011年）
- 青空どろぼう（プロデュース・共同監督 2011年）
- 死刑弁護人（プロデューサー・2012年芸術選奨文部科学大臣賞放送部門）
- 長良川ド根性（プロデュース・共同監督 2012年）
- 約束 名張毒ぶどう酒事件 死刑囚の生涯（プロデュース、2013年）
- ホームレス理事長 退学球児再生計画（プロデュース、2014年）
- 神宮希林 わたしの神様（プロデュース、2014年）
- ヤクザと憲法（プロデュース、2016年）
- さよならテレビ（プロデュース、2020年）
- テレビで会えない芸人（プロデュース、2022年）
- いもうとの時間（プロデュース、2025年）

## 受賞
- 2008年放送人グランプリ[3]。
- 2009年日本記者クラブ賞。
- 2011年日本民間放送連盟賞最優秀賞 テレビ教養番組部門（辞退）[4][注釈 2][5]
- 2012年芸術選奨文部科学大臣賞[6]。
- 2016年放送文化基金放送文化個人賞。
- 2018年菊池寛賞（「東海テレビドキュメンタリー劇場」として）
- 2025年（2024年度）全国映連賞 特別賞（東海テレビにおける映画製作の功績に対して）[7]

## 著書
- さよならテレビ（2021年6月、平凡社新書）ISBN 9784582859768